# Франсіско Карабалі
Франсіско Карабалі (ісп. Francisco Carabalí, нар. 24 лютого 1991) — венесуельський футболіст, що грав на позиції захисника. Виступав за низку венесуельських клубів, а також національну збірну Венесуели.

## Клубна кар'єра
У професійному футболі Франсіско Карабалі дебютував 2009 року виступами за команду «Трухільянос», в якій грав до 2011 року, після чого футболіста відправили в оренду до клубу «Португеса», звідки за рік він повернувся до «Трухільянос», де грав до 2013 року.
У 2013 році Карабалі перейшов до клубу «Каракас», в якому грав до 2015 року. У 2016 році футболіст перейшов до клубу «Мінерос де Гуаяна», а в 2017 році знову став гравцем клубу «Трухільянос». У другій половині 2017 року захисник грав у клубі «Атлетіко Сокопо», а в 2018—2019 роках у команді «Яракуянос».
У 2019 році нетривалий час Карабалі грав у складі колумбійського клубу «Патріотас», а в 2020 році черговий раз за кар'єру став гравцем клубу «Трухільянос». У 2021—2022 роках футболіст удруге за кар'єру грав у клубі «Мінерос де Гуаяна», звідки в 2023 році перейшов до клубу «Яракуянос». Завершив ігрову кар'єру Карабалі в команді «Тітанес», за яку виступав протягом 2023 року.

## Виступи за збірну
У 2012 році Франсіско Карабалі дебютував у складі національної збірної Венесуели. у складі збірної грав до 2015 року, провів у її складі 6 матчів, у яких забитими голами не відзначився.